# Вилянская, Геня Давыдовна
Евгения (Геня) Давыдовна Вилянская (1922 — ?) — российский советский учёный-химик, доктор химических наук (1967).

## Биография
Родилась 16 декабря 1922 года.
После окончания МГУ им. М. В. Ломоносова по специальности органическая химия (1945) работала в Институте органической химии, а с 1950 г. — в ВТИ им. Ф. Э. Дзержинского, последняя должность — главный научный сотрудник.
Изучив процессы окислительного старения нефтяных турбинных масел, описала механизм действия и предложила классификацию антиокислительных присадок, на основе которых были определены наиболее эффективные.
С конца 1950-х гг. вместе с К. И. Ивановым возглавляла в нефтяной лаборатории разработку огнестойких турбинных масел. Было создано и внедрено на электростанциях несколько марок, одна из которых — ОМТИ (огнестойкое масло Теплотехнического института) — получила широкое распространение.
Докторская диссертация:
- Торможение процессов окисления нефтяных углеводородов в жидкой фазе : диссертация … доктора химических наук : 02.00.00. — Москва, 1966. — 300 с. : ил.

В 1988 г. за работу «Повышение пожарной безопасности тепловых и атомных электростанций путем замены горючих нефтяных масел огнестойкими жидкостями» присуждена премия Совета Министров СССР в области науки и техники.
Автор и соавтор 85 научных трудов, в том числе двух монографий.
За работы, проводимые под её научным руководством, выдано 27 авторских свидетельств и 7 патентов, они отмечены золотыми, серебряными и бронзовой медалями ВДНХ.
Умерла между 2008 и 2013 годами.
Сочинения:
- Нефтяные масла для паровых турбин / Е. Д. Вилянская, Т. Н. Куликовская, О. А. Знаменская. — М. : Энергоатомиздат, 1987. — 103,[1] с. : ил.; 22 см. — (Б-ка теплотехника).
- Огнестойкие турбинные масла [Текст] / Под ред. проф. К. И. Иванова. — Москва : Химия, 1974. — 166 с. : черт.; 22 см.

Авт.: К. И. Иванов, Г. Д. Вилянская, Ю. Д. Зильбер и др.